# Léon Fairmaire
Léon Marc Herminie Fairmaire (Paris, 29 de junho de 1820 - Paris 1 de abril de 1906), foi um entomólogo francês.

## Biografia
Em seus primeiros anos de estudo teve como preceptor ao irmão do jurista francês Jean Anthelme Brillat-Savarin com quem formou-se em Direito  mas, devido às consequências económicas após a Revolução de 1848, teve que trabalhar na administração pública. Especializado em coleópteros, em 1843 publicou o seu primeiro trabalho, Description de trois nouvelles espèces de Coléoptères de l'Océanie, nos Anais da Sociedade Entomológica da França (Société entomologique de France), da que era membro desde o ano anterior. Tinha ingressado graças à nominação de quem era nesse momento secretário da SEF, o entomólogo Eugène Desmarest. Posteriormente publicou ao redor de 450 trabalhos em revistas científicas, principalmente sobre a ordem Coleóptera, ainda que também escreveu sobre hemípteros. Em 1854 e 1881 foi eleito presidente da Sociedade Entomológica e desde 1893 foi seu presidente honorário. A sua variada coleção de insetos, com espécimenes de muitos lugares do mundo, foi adquirida, após o seu falecimento, pelo Museu Nacional de História Natural da França.

## Honras

### Eponimia
Muitas espécies de escaravelhos foram nomeadas em sua honra com o epíteto específico «fairmairei». Algumas delas são: Acalymma fairmairei Baly, 1886, Agrianome fairmairei Montrouzier, 1861, Cyrtonus fairmairei Rosenhauer, 1856, Exosoma fairmairei Jacoby, 1895, Galerucella fairmairei Laboissiere, 1922, Mordella fairmairei Píc, 1908, Mordellistena fairmairei Csiki, 1915, Pentispa fairmairei Chapuis, 1877, Prasocuris fairmairei Brisout, 1866 e Theopea fairmairei Duvivier, 1885.

## Abreviatura (zoologia)
A abreviatura Fairmaire  emprega-se para indicar a Léon Fairmaire como autoridade na descrição e taxonomia em zoologia.